# Maho Nonami
Maho Nonami (野波麻帆?, Nonami Maho; Tokyo, 13 giugno 1980) è un'attrice e idol giapponese.

## Carriera
Maho Nonami debuttò nel 1998, interpretando il dramma Begging for Love, che le valse nel 1999 l'Awards of the Japanese Academy come miglior attrice debuttante. Nel 2001 interpretò il ruolo di protagonista nell'horror Scarecrow, mentre nel 2003 interpretò insieme a Eiko Koike il thriller 2LDK. Seguirono altri undici film.

## Filmografia
- Begging for Love (Ai o kou hito), di Hideyuki Hirayama (1998)
- Second Chance (Episodio 3), di Toshiyuki Mizutani e Tadafumi Tomioka (1999)
- Kenpô dai 39 jô: Furasshu bakku (film TV), di Manabu Asou (2001)
- Scarecrow (Kakashi), di Norio Tsuruta (2001)
- Platonic Sex (Puratonikku sekusu), di Masako Matsūra (2001)
- Tobo (film TV), di Kon Ichikawa (2002)
- Dollhouse (serie TV) (2003)
- 2LDK, di Yukihiko Tsutsumi (2003)
- Summer Nude, di Ken Iizuka (2003)
- Keep on Rocking, di Kazuyuki Morosawa (2003)
- Kaseifu ha mita! 22 (film TV), di Hiroshi Okamoto (2004)
- Mondai no nai watashitachi, di Toshiyuki Morioka (2004)
- Su-ki-da, di Hiroshi Ishikawa (2005)
- Taigan no kanojo (film TV), di Hideyuki Hirayama (2006)
- Akuma ga kitarite fue wo fuku (film TV), di Mamoru Hosi (2007)
- Negative Happy Chain Saw Edge (Negatibu happî chênsô ejji) di Takuji Kitamura (2007)
- Kamigakari, di Minoru Kawasaki (2008)
- The Climbers High (Kuraimâzu hai), di Masato Harada (2008)
- Giragira (2008)
- Ani kaeru (film TV) di Yukio Fukamachi (2009)
- Parade (2010)
- Moteki (2010)
- Bull Doctor (2011)
- Kaseifu no Mita (dorama) (2011)
- Liar Game: Reborn (2012)
- Omukae desu (2016)